# Marceli Skałkowski
Marceli Ignacy Skałkowski (ur. 2 lutego 1818 w Rymanowie, zm. 19 lutego 1846 w Burzynie) – poeta polski, działacz konspiracyjny, powstaniec.
Ojciec Tadeusza Skałkowskiego – prawnika i posła na Sejm Krajowy Galicji. Mąż pisarki Justyny Klary z Sikorskich, primo voto Skałkowskiej potem Kudelskiej. Dziadek historyka Adama Skałkowskiego.
Autor utworów patriotycznych. Był zaangażowany w prace konspiracyjne młodzieży lwowskiej w „Powszechnej Konfederacji Narodu Polskiego” i „Synach Ojczyzny” (część „Młodej Sarmacji”). Władze austriackie trzykrotnie go aresztowały za podejrzenie działalności spiskowej – łącznie spędził w więzieniu karmelickim około 18 miesięcy.
Od 1839 studiował prawo na Uniwersytecie Lwowskim, ale przerwał studia, by zdobyć środki na dalszą naukę. W latach 1841–1843 studiował w Wiedniu.
W 1844 ożenił się z Justyną Klarą Sikorską, siostrą poety Maurycego Sikorskiego, później pisarką. Osiadli w Tarnowie.
Uczestniczył w konspiracyjnych przygotowaniach do planowanego powstania krakowskiego współpracując m.in. z Edwardem Dembowskim. Próbował pozyskać dla planowanego powstania rzemieślników i chłopstwo. Zginął 19 lutego 1846 we wsi Burzyn zabity przez chłopów podczas rabacji galicyjskiej.
Jego utwory to m.in.:
- „Bartoszu, Bartoszu” – pieśń znana często jako „Krakowiak Kościuszki” lub „Krakowiak kosynierów”, 1837 r.
- „Smętarz” – sonet
- „Niech będzie pochwalony” – sonet
- „Modlitwa” – wiersz zaczynający się od słów „Boże Ojcze! Twoje dzieci…”, 1838 r.
- „Krzyż za lud” – pieśń zaczynająca się od słów „Dalej bracia, topór w dłonie…”

Tworzył wiersze patriotyczne, satyryczne, poezje liryczne, a także nowele. Przekładał z G. G. Byrona, F. Schillera. Tłumaczył też poezję czeską i serbską. Wiele utworów opublikował anonimowo.
Krakowiak „Bartoszu, Bartoszu” jest do tej pory uczony na lekcjach muzyki w szkołach podstawowych.W podręcznikach podawany jest często jako utwór anonimowy lub utwór młodszego poety Anczyca. Autorstwo Skałkowskiego ustalił w 1962 roku historyk Antoni Knot.